# RBM17
RBM17‏ (RNA binding motif protein 17) هوَ بروتين يُشَفر بواسطة جين RBM17 في الإنسان.